# Topliga 2015
La Topliga 2015 è stata la 10ª edizione del campionato di football americano di primo livello, organizzato dalla PZFA.

## Squadre partecipanti
| Club                 | Città     | Stadio                     | Sponsor ufficiale | Risultato nella stagione 2014 |
| -------------------- | --------- | -------------------------- | ----------------- | ----------------------------- |
| Husaria Szczecin     | Stettino  | MOSRiR                     |                   |                               |
| Kozły Poznań         | Poznań    |                            |                   |                               |
| Lowlanders Białystok | Białystok |                            |                   |                               |
| Panthers Wrocław     | Breslavia |                            |                   |                               |
| Seahawks Gdynia      | Gdynia    | Stadio Nazionale del Rugby |                   |                               |
| Warsaw Eagles        | Varsavia  |                            |                   |                               |
| Warsaw Sharks        | Varsavia  |                            |                   |                               |
| Zagłębie Steelers    | Będzin    |                            |                   |                               |

## Stagione regolare

### Calendario

#### 1ª giornata
| Varsavia 21 marzo 2015, ore 13:00 | Warsaw Sharks | 6 – 29 (6-9 0-13 0-0 0-7) referto | Warsaw Eagles | BOPN (950 spett.)\| Arbitro: \| Leoniak \| |
| Arbitro:                          | Leoniak       |                                   |               |                                            |

| Stettino 21 marzo 2015, ore 16:30 | Husaria Szczecin | 18 – 12 (d.t.s.) (0-6 6-0 0-0 6-6 6-0) referto | Zagłębie Steelers | Boisko przy ul. Pomarańczowej (200 spett.)\| Arbitro: \| Radziński \| |
| Arbitro:                          | Radziński        |                                                |                   |                                                                       |

| Białystok 22 marzo 2015, ore 13:00 | Lowlanders Białystok | 0 – 49 (0-21 0-20 0-8 0-0) referto | Panthers Wrocław | Stadion Miejski (990 spett.)\| Arbitro: \| Stoma \| |
| Arbitro:                           | Stoma                |                                    |                  |                                                     |

| Gdynia 22 marzo 2015, ore 14:30 | Seahawks Gdynia | 55 – 20 (21-0 21-7 7-7 6-6) referto | Kozły Poznań | Stadio Nazionale del Rugby (990 spett.)\| Arbitro: \| Ratajczak \| |
| Arbitro:                        | Ratajczak       |                                     |              |                                                                    |

#### 2ª giornata
| Poznań 28 marzo 2015, ore 14:00 | Kozły Poznań  | 7 – 56 (0-13 7-21 0-8 0-14) referto | Panthers Wrocław | MOS Śródka (500 spett.)\| Arbitro: \| Walentynowicz \| |
| Arbitro:                        | Walentynowicz |                                     |                  |                                                        |

| Białystok 29 marzo 2015, ore 12:30 | Lowlanders Białystok | 36 – 29 (0-14 7-7 22-8 7-0) referto | Husaria Szczecin | Stadion Miejski (500 spett.)\| Arbitro: \| Radziński \| |
| Arbitro:                           | Radziński            |                                     |                  |                                                         |

| Varsavia 29 marzo 2015, ore 14:00 | Warsaw Eagles | 31 – 47 (6-14 7-13 12-7 6-13) referto | Seahawks Gdynia | SCS AW (1500 spett.)\| Arbitro: \| Jurzyk \| |
| Arbitro:                          | Jurzyk        |                                       |                 |                                              |

#### 3ª giornata
| Breslavia 11 aprile 2015, ore 13:30 | Panthers Wrocław | 37 – 14 (7-0 17-0 7-6 6-8) referto | Warsaw Eagles | Stadion Olimpijski (990 spett.)\| Arbitro: \| Leoniak \| |
| Arbitro:                            | Leoniak          |                                    |               |                                                          |

| Będzin 11 aprile 2015, ore 13:00 | Zagłębie Steelers | 12 – 33 (6-6 0-7 0-7 6-13) referto | Lowlanders Białystok | Stadion Miejski (400 spett.)\| Arbitro: \| Ratajczak \| |
| Arbitro:                         | Ratajczak         |                                    |                      |                                                         |

| Stettino 12 aprile 2015, ore 12:00 | Husaria Szczecin | 20 – 36 (0-0 0-16 8-7 12-13) referto | Kozły Poznań | Boisko przy ul. Pomarańczowej (400 spett.)\| Arbitro: \| Stoma \| |
| Arbitro:                           | Stoma            |                                      |              |                                                                   |

| Gdynia 12 aprile 2015, ore 15:00 | Seahawks Gdynia | 48 – 18 (14-6 13-6 14-6 7-0) referto | Warsaw Sharks | Stadion Miejski (700 spett.)\| Arbitro: \| Radziński \| |
| Arbitro:                         | Radziński       |                                      |               |                                                         |

#### 4ª giornata
| Breslavia 18 aprile 2015, ore 12:30 | Panthers Wrocław | 55 – 12 (14-6 13-6 28-0 0-0) referto | Husaria Szczecin | Stadion Olimpijski (600 spett.)\| Arbitro: \| Walentynowicz \| |
| Arbitro:                            | Walentynowicz    |                                      |                  |                                                                |

| Będzin 18 aprile 2015, ore 13:00 | Zagłębie Steelers | 12 – 49 (6-14 0-7 0-14 6-14) referto | Seahawks Gdynia | Stadion Miejski (150 spett.)\| Arbitro: \| Stoma \| |
| Arbitro:                         | Stoma             |                                      |                 |                                                     |

| Varsavia 19 aprile 2015, ore 14:00 | Warsaw Eagles | 28 – 14 (0-0 12-7 0-0 16-7) referto | Lowlanders Białystok | SCS AW (700 spett.)\| Arbitro: \| Radziński \| |
| Arbitro:                           | Radziński     |                                     |                      |                                                |

| Poznań 19 aprile 2015, ore 15:00 | Kozły Poznań | 13 – 18 (0-0 6-6 0-6 7-6) referto | Warsaw Sharks | MOS Śródka (250 spett.)\| Arbitro: \| Ratajczak \| |
| Arbitro:                         | Ratajczak    |                                   |               |                                                    |

#### 5ª giornata
| Gdynia 25 aprile 2015, ore 15:00 | Seahawks Gdynia | 0 – 33 (0-13 0-7 0-6 0-7) referto | Panthers Wrocław | Stadio Nazionale del Rugby (990 spett.)\| Arbitro: \| Ratajczak \| |
| Arbitro:                         | Ratajczak       |                                   |                  |                                                                    |

| Białystok 25 aprile 2015, ore 17:00 | Lowlanders Białystok | 46 – 0 (19-0 14-0 6-0 7-0) referto | Zagłębie Steelers | Stadion Miejski (300 spett.)\| Arbitro: \| Jurzyk \| |
| Arbitro:                            | Jurzyk               |                                    |                   |                                                      |

| Varsavia 26 aprile 2015, ore 13:00 | Warsaw Sharks | 0 – 33 (0-20 0-0 0-0 0-13) referto | Husaria Szczecin | BOPN (400 spett.)\| Arbitro: \| Leoniak \| |
| Arbitro:                           | Leoniak       |                                    |                  |                                            |

| Poznań 26 aprile 2015, ore 15:00 | Kozły Poznań  | 6 – 36 (0-6 6-14 0-14 0-2) referto | Warsaw Eagles | MOS Śródka (450 spett.)\| Arbitro: \| Walentynowicz \| |
| Arbitro:                         | Walentynowicz |                                    |               |                                                        |

#### 6ª giornata
| Stettino 9 maggio 2015, ore 12:00 | Husaria Szczecin | 47 – 35 (7-0 13-14 20-13 7-8) referto | Warsaw Sharks | MOSRiR (250 spett.)\| Arbitro: \| Walentynowicz \| |
| Arbitro:                          | Walentynowicz    |                                       |               |                                                    |

| Białystok 9 maggio 2015, ore 17:00 | Lowlanders Białystok | 32 – 35 (0-0 12-14 0-7 20-14) referto | Seahawks Gdynia | Stadion Miejski (800 spett.)\| Arbitro: \| Stoma \| |
| Arbitro:                           | Stoma                |                                       |                 |                                                     |

| Breslavia 10 maggio 2015, ore 12:30 | Panthers Wrocław | 65 – 6 (38-6 7-0 13-0 7-0) referto | Zagłębie Steelers | Stadion Oławka (500 spett.)\| Arbitro: \| Walentynowicz \| |
| Arbitro:                            | Walentynowicz    |                                    |                   |                                                            |

| Varsavia 10 maggio 2015, ore 14:00 | Warsaw Eagles | 41 – 8 (14-0 13-8 7-0 7-0) referto | Kozły Poznań | SCS AW (600 spett.)\| Arbitro: \| Ratajczak \| |
| Arbitro:                           | Ratajczak     |                                    |              |                                                |

#### 7ª giornata
| Stettino 16 maggio 2015, ore 12:30 | Husaria Szczecin | 3 – 34 (0-21 3-6 0-0 0-7) referto | Lowlanders Białystok | MOSRiR (400 spett.)\| Arbitro: \| Radziński \| |
| Arbitro:                           | Radziński        |                                   |                      |                                                |

| Będzin 16 maggio 2015, ore 13:00 | Zagłębie Steelers | 13 – 12 (0-0 6-6 0-6 7-0) referto | Kozły Poznań | OSiR Będzin (100 spett.)\| Arbitro: \| Wiśnicki \| |
| Arbitro:                         | Wiśnicki          |                                   |              |                                                    |

| Varsavia 17 maggio 2015, ore 14:00 | Warsaw Sharks | 16 – 42 (0-13 0-22 8-0 8-7) referto | Panthers Wrocław | BOPN (300 spett.)\| Arbitro: \| Stoma \| |
| Arbitro:                           | Stoma         |                                     |                  |                                          |

| Gdynia 17 maggio 2015, ore 15:00 | Seahawks Gdynia | 28 – 27 (0-7 7-6 13-14 8-0) referto | Warsaw Eagles | Stadio Nazionale del Rugby (700 spett.)\| Arbitro: \| Leoniak \| |
| Arbitro:                         | Leoniak         |                                     |               |                                                                  |

#### 8ª giornata
| Będzin 23 maggio 2015, ore 12:00 | Zagłębie Steelers | 6 – 31 (0-3 6-14 0-7 0-7) referto | Husaria Szczecin | OSiR Będzin (250 spett.)\| Arbitro: \| Ratajczak \| |
| Arbitro:                         | Ratajczak         |                                   |                  |                                                     |

| Varsavia 23 maggio 2015, ore 14:00 | Warsaw Sharks | 33 – 46 (8-14 7-13 12-13 6-6) referto | Lowlanders Białystok | BOPN (300 spett.)\| Arbitro: \| Radziński \| |
| Arbitro:                           | Radziński     |                                       |                      |                                              |

| Varsavia 24 maggio 2015, ore 14:00 | Warsaw Eagles | 14 – 45 (0-14 0-24 7-7 7-0) referto | Panthers Wrocław | SCS AW (1350 spett.)\| Arbitro: \| Ratajczak \| |
| Arbitro:                           | Ratajczak     |                                     |                  |                                                 |

| Poznań 24 maggio 2015, ore 15:00 | Kozły Poznań | 13 – 42 (7-7 0-21 0-14 6-0) referto | Seahawks Gdynia | MOS Śródka (200 spett.)\| Arbitro: \| Żołądek \| |
| Arbitro:                         | Żołądek      |                                     |                 |                                                  |

#### 9ª giornata
| Breslavia 6 giugno 2015, ore 12:30 | Panthers Wrocław | 35 – 7 (14-0 7-0 7-7 7-0) referto | Seahawks Gdynia | Stadion Olimpijski (900 spett.)\| Arbitro: \| Walentynowicz \| |
| Arbitro:                           | Walentynowicz    |                                   |                 |                                                                |

| Stettino 6 giugno 2015, ore 17:00 | Husaria Szczecin | 27 – 36 (6-6 13-8 0-8 8-14) referto | Warsaw Eagles | MOSRiR (350 spett.)\| Arbitro: \| Radziński \| |
| Arbitro:                          | Radziński        |                                     |               |                                                |

| Będzin 7 giugno 2015, ore 13:00 | Zagłębie Steelers | 27 – 12 (0-0 7-6 14-0 6-6) referto | Warsaw Sharks | OSiR Będzin (100 spett.)\| Arbitro: \| Walentynowicz \| |
| Arbitro:                        | Walentynowicz     |                                    |               |                                                         |

| Poznań 7 giugno 2015, ore 15:00 | Kozły Poznań | 26 – 46 (8-6 0-14 6-6 12-20) referto | Lowlanders Białystok | MOS Śródka (100 spett.)\| Arbitro: \| Radziński \| |
| Arbitro:                        | Radziński    |                                      |                      |                                                    |

#### 10ª giornata
| Białystok 12 giugno 2015, ore 20:00 | Lowlanders Białystok | 47 – 8 (21-0 13-0 6-8 7-0) referto | Template:Football Waersaw Sharks | Stadion Miejski (990 spett.)\| Arbitro: \| Jurzyk \| |
| Arbitro:                            | Jurzyk               |                                    |                                  |                                                      |

| Breslavia 13 giugno 2015, ore 12:30 | Panthers Wrocław | 55 – 6 (12-0 22-6 14-0 7-0) referto | Kozły Poznań | Stadion Olimpijski (400 spett.)\| Arbitro: \| Ratajczak \| |
| Arbitro:                            | Ratajczak        |                                     |              |                                                            |

| Varsavia 14 giugno 2015, ore 14:00 | Warsaw Eagles | 38 – 6 (6-0 26-6 6-0 6-0) referto | Zagłębie Steelers | SCS AW (800 spett.)\| Arbitro: \| Leoniak \| |
| Arbitro:                           | Leoniak       |                                   |                   |                                              |

| Gdynia 14 giugno 2015, ore 15:00 | Seahawks Gdynia | 27 – 8 (7-0 13-0 0-0 7-8) referto | Husaria Szczecin | Stadio Nazionale del Rugby (500 spett.)\| Arbitro: \| Stoma \| |
| Arbitro:                         | Stoma           |                                   |                  |                                                                |

#### Recuperi 1
| Varsavia 20 giugno 2015, ore 14:00 | Warsaw Sharks | 14 – 36 (0-6 0-0 0-16 14-14) referto | Zagłębie Steelers | BOPN (200 spett.)\| Arbitro: \| Walentynowicz \| |
| Arbitro:                           | Walentynowicz |                                      |                   |                                                  |

### Classifica
La classifica della regular season è la seguente:
- PCT = percentuale di vittorie, G = partite giocate, V = partite vinte,  P = partite perse, PF = punti fatti, PS = punti subiti

| Pos. | Squadra              | PCT   | G  | V  | P | PF  | PS  |
| ---- | -------------------- | ----- | -- | -- | - | --- | --- |
| 1    | Panthers Wrocław     | 1.000 | 10 | 10 | 0 | 472 | 82  |
| 2    | Seahawks Gdynia      | .833  | 10 | 8  | 2 | 338 | 229 |
| 3    | Lowlanders Białystok | .667  | 10 | 7  | 3 | 334 | 223 |
| 4    | Warsaw Eagles        | .500  | 10 | 6  | 4 | 294 | 224 |
| 5    | Husaria Szczecin     | .333  | 10 | 4  | 6 | 228 | 277 |
| 6    | Zagłębie Steelers    | .333  | 10 | 3  | 7 | 130 | 318 |
| 7    | Warsaw Sharks        | .167  | 10 | 1  | 9 | 160 | 368 |
| 8    | Kozły Poznań         | .000  | 10 | 1  | 9 | 147 | 382 |

## Playoff

### Tabellone
|  | Semifinali | Semifinali           | Semifinali |                 |    | X Superfinał     | X Superfinał | X Superfinał |  |
|  |            |                      |            |                 |    |                  |              |              |  |
|  | 1          | Panthers Wrocław     | 47         |                 |    |                  |              |              |  |
|  | 1          | Panthers Wrocław     | 47         |                 |    |                  |              |              |  |
|  | 4          | Warsaw Eagles        | 9          |                 |    |                  |              |              |  |
|  | 4          | Warsaw Eagles        | 9          |                 | 1  | Panthers Wrocław | 21           |              |  |
|  |            |                      |            |                 | 1  | Panthers Wrocław | 21           |              |  |
|  |            |                      | 2          | Seahawks Gdynia | 28 |                  |              |              |  |
|  | 2          | Seahawks Gdynia      | 2          | Seahawks Gdynia | 28 | 35               |              |              |  |
|  | 2          | Seahawks Gdynia      |            |                 |    |                  |              |              |  |
|  | 3          | Lowlanders Białystok | 13         |                 |    |                  |              |              |  |

### Semifinali
| Breslavia 27 giugno 2015, ore 12:30 | Panthers Wrocław | 47 – 9 (14-7 19-2 14-0 0-0) referto | Warsaw Eagles | Stadion Olimpijski (700 spett.)\| Arbitro: \| Ratajczak \| |
| Arbitro:                            | Ratajczak        |                                     |               |                                                            |

| Gdynia 28 giugno 2015, ore 12:00 | Seahawks Gdynia | 35 – 13 (7-0 7-7 7-0 14-6) referto | Lowlanders Białystok | Stadio Nazionale del Rugby (990 spett.)\| Arbitro: \| Leoniak \| |
| Arbitro:                         | Leoniak         |                                    |                      |                                                                  |

### X Superfinał
| Breslavia 16 luglio 2015, ore 19:55 | Panthers Wrocław | 21 – 28 (7-0 0-7 7-7 7-14) referto | Seahawks Gdynia | Stadion Miejski (14000 spett.)\| Arbitro: \| Jurzyk \| |
| Arbitro:                            | Jurzyk           |                                    |                 |                                                        |

## X Superfinał
La X Superfinał si è disputata l'11 luglio 2015 allo Stadion Miejski di Breslavia. L'incontro è stato vinto dai Seahawks Gdynia sui Panthers Wrocław con il risultato di 28 a 21.

## Verdetti
- Seahawks Gdynia Campioni della Polonia 2015